# Camila Osorio
María Camila Osorio Serrano, née le 22 décembre 2001 à Cúcuta, est une joueuse de tennis colombienne, professionnelle depuis 2019.
Elle est membre de l'équipe de Colombie de Fed Cup depuis 2016. À ce jour, elle compte deux titres en simple sur le Circuit WTA.

## Biographie
Camila Osorio est issue d'une famille de sportifs de haut niveau de Cúcuta. Son grand-père Rolando Serrano a été membre de l'équipe de Colombie de football avec laquelle il participe à la Coupe du monde 1962 et à la Copa América de 1963. Son père Juan Carlos a été footballeur professionnel au Cúcuta Deportivo, tandis que son frère aîné Juan Sebastián a notamment évolué au Fortaleza Esporte Clube au Brésil. Sa mère Adriana a de son côté joué au basket-ball.
Elle commence le tennis à l'âge de six ans à l'école d'Édgar Muñoz, ancien entraîneur de Fabiola Zuluaga. À 11 ans, elle quitte la Colombie pour rejoindre la Club Med academy en Floride où elle reste trois années.

## Carrière

### Succès en juniors

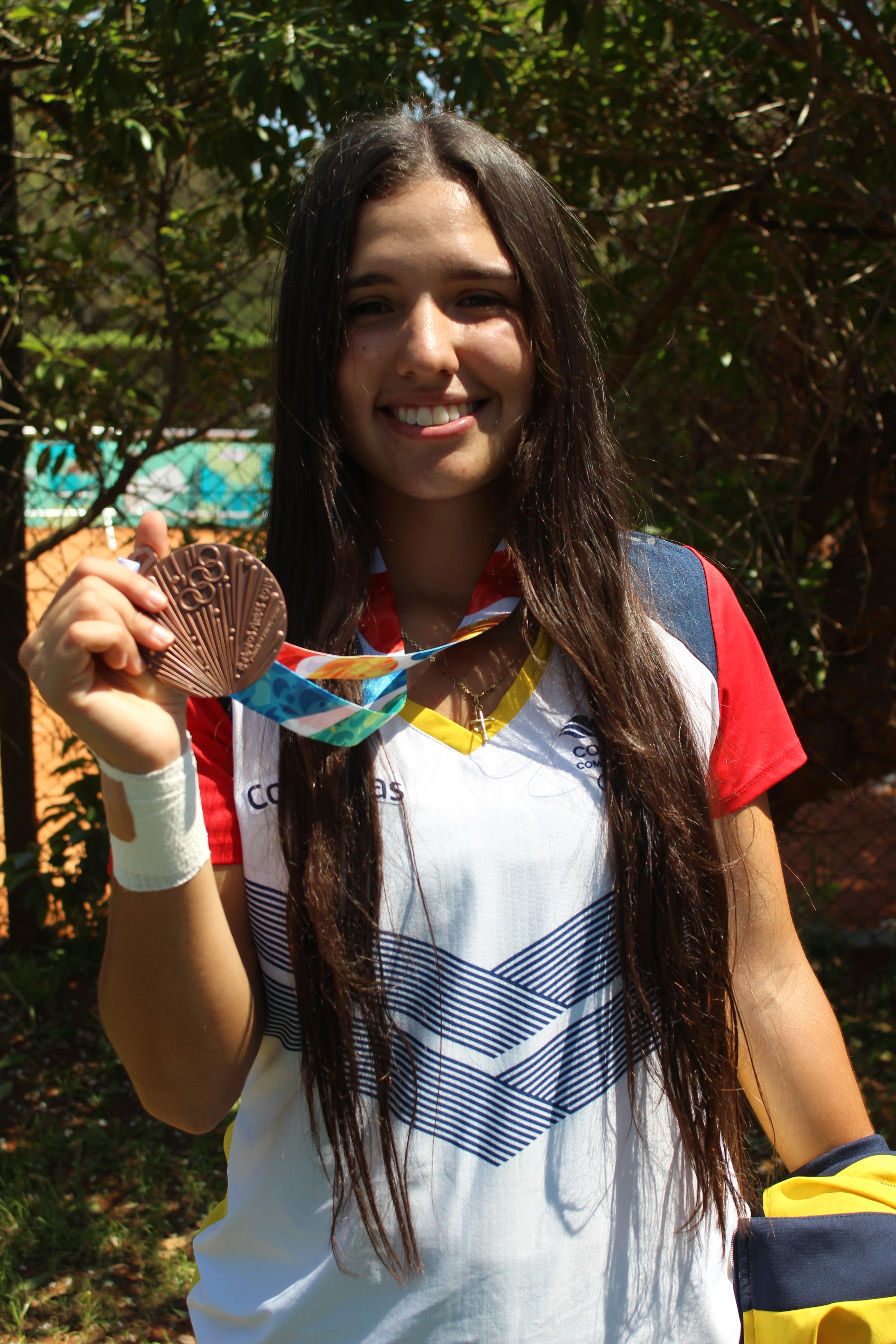
Camila Osorio lors des Jeux olympiques de la Jeunesse 2018.

Camila Osorio se distingue particulièrement sur le circuit ITF Junior lors de la tournée sud-américaine au printemps 2018. Elle remporte en effet quatre tournois consécutifs : le Coffee Bowl, la Copa Barranquilla, l'Asuncion Bowl et le Banana Bowl. Quart de finaliste au Grade A de Porto Alegre, elle s'impose ensuite lors des championnats d'Amérique du Sud. En tant que tête de série n°4, elle atteint les demi-finales de l'US Open au mois de septembre. Lors des Jeux olympiques de la jeunesse à Buenos Aires, elle décroche une médaille d'argent en double mixte avec son compatriote Nicolás Mejía et une médaille de bronze en simple. Qualifiée pour le Masters Junior, elle parvient jusqu'en finale où elle est battue par Clara Burel. Elle dispute trois tournois du Grand Chelem en 2019 et accède aux demi-finales à Roland-Garros où elle s'incline face à la Canadienne Leylah Fernandez. À l'US Open, elle s'impose enfin dans un tournoi majeur en écrasant la qualifiée Russe Alexandra Yepifanova en finale (6-1, 6-0 en 48 minutes),. Première joueuse colombienne à triompher dans un tournoi du Grand Chelem toutes catégories confondues, elle devient n°1 mondiale à l'issue du tournoi.

### Débuts prometteurs chez les professionnels
Sur le circuit professionnel, Camila Osorio obtient son premier résultat notable en avril 2019 lorsqu'elle atteint les quarts de finale de l'Open de Bogota. Au mois d'août, elle s'impose deux fois sur la terre battue de Guayaquil. En 2020, elle compte pour seul résultat significatif une demi-finale sur l'ITF de Saint-Malo.
En 2021, elle refait parler d'elle à Bogota où, invitée par les organisateurs et classée 180e mondiale, elle se qualifie pour la finale sans perdre un set. Elle remporte son premier titre sur le circuit WTA, battant en finale la Slovène Tamara Zidanšek (5-7, 6-3, 6-4). Elle enchaîne avec deux demi-finales à Charleston et Belgrade où elle bat des joueuses telles que Magda Linette et Zhang Shuai. Elle sort ensuite des qualifications des Internationaux de France mais elle est battue au premier tour par Madison Brengle. Lors du tournoi de Wimbledon, elle se distingue en atteignant le 3e tour après avoir écarté Ekaterina Alexandrova. Fin juillet, elle représente son pays lors des Jeux olympiques à Tokyo. Elle termine sa saison avec le Tenerife où elle s'illustre en écartant au premier tour la no 6 mondiale Elina Svitolina (5-7, 6-3, 6-2). Elle se hisse ensuite en finale en battant Camila Giorgi, mais s'incline sur la dernière marche contre Ann Li (6-1, 6-4). Elle a entamé sa saison à la 186e place pour la terminer aux portes du Top 50.
Elle remporte une seconde fois le tournoi de Bogota en 2024, éliminant d'abord les qualifiées hors du Top 100 Marina Stakusic (6-4, 6-2) et Anca Alexia Todoni (7-6, 6-4) puis renversant la tête de série numéro deux Tatjana Maria (1-6, 6-3, 6-3). Elle s'impose en demi-finale contre l'ancienne finaliste de Roland Garros, la vétéran Sara Errani (7-6, 6-4) et se défait de la tête de série numéro une Marie Bouzková, portée par les supporters locaux en finale (6-3, 7-6). Il s'agit de son second titre en carrière et de sa première finale depuis deux ans sur le circuit principal.
Mi-septembre, elle se débarrasse de l'Américaine Hailey Baptiste (6-3, 6-2) et dans un duel très serré, de l'ancienne Top 10 Veronika Kudermetova (7-6, 6-7, 7-5), avant de sortir une autre Russe, Kamilla Rakhimova (7-6, 6-2) pour arriver dans le dernier carré du tournoi de Guadalajara. Opposée à la surprise Olivia Gadecki, sortie des qualifications, elle se fait surprendre par l'Australienne (2-6, 3-6) qui s'offre ainsi son premier ticket en carrière pour une finale.
Elle gagne en avril 2025 son deuxième titre consécutif à Bogota, ne perdant qu'une seule manche au second tour, renversant l'Américaine Emina Bektas (1-6, 7-6, 6-2). Elle ne fait qu'une bouchée de sa compatriote invitée Mariana Isabel Higuita Barraza (6-0, 6-1), puis sort sans sourciller l'Allemande Tatjana Maria (6-1, 6-3), double vainqueur du tournoi elle aussi, puis l'Argentin Julia Riera (6-4, 7-5). Elle se montre solide en finale contre la Polonaise Katarzyna Kawa qui joue sa seconde finale sur le circuit, six ans après sa première (6-3, 6-3). Elle devient ainsi la deuxième joueuse la plus titrée au tournoi Colombien, derrière sa compatriote Fabiola Zuluaga.

## Palmarès

### Titres en simple dames
| No | Date       | Nom et lieu du tournoi         | Catégorie | Dotation  | Surface      | Finaliste       | Score         |          |
| -- | ---------- | ------------------------------ | --------- | --------- | ------------ | --------------- | ------------- | -------- |
| 1  | 05-04-2021 | Copa Colsanitas, Bogota        | WTA 250   | 235 238 $ | Terre (ext.) | Tamara Zidanšek | 5-7, 6-3, 6-4 | Parcours |
| 2  | 01-04-2024 | Copa Colsanitas Zurich, Bogota | WTA 250   | 267 082 $ | Terre (ext.) | Marie Bouzková  | 6-3, 7-65     | Parcours |
| 3  | 31-03-2025 | Copa Colsanitas Zurich, Bogota | WTA 250   | 275 094 $ | Terre (ext.) | Katarzyna Kawa  | 6-3, 6-3      | Parcours |

### Finales en simple dames
| No | Date       | Nom et lieu du tournoi         | Catégorie | Dotation  | Surface    | Vainqueure       | Score           |          |
| -- | ---------- | ------------------------------ | --------- | --------- | ---------- | ---------------- | --------------- | -------- |
| 1  | 18-10-2021 | Tenerife Ladies Open, Tenerife | WTA 250   | 235 238 $ | Dur (ext.) | Ann Li           | 6-1, 6-4        | Parcours |
| 2  | 28-02-2022 | Abierto GNP Seguros, Monterrey | WTA 250   | 239 477 $ | Dur (ext.) | Leylah Fernandez | 6-75, 6-4, 7-63 | Parcours |

## Parcours en Grand Chelem

### En simple dames
| Année | Open d'Australie | Open d'Australie | Internationaux de France | Internationaux de France | Wimbledon       | Wimbledon              | US Open         | US Open        |
| ----- | ---------------- | ---------------- | ------------------------ | ------------------------ | --------------- | ---------------------- | --------------- | -------------- |
| 2020  | Q2               | Wang Xiyu        | Q1                       | Mayar Sherif             | Annulé          | Annulé                 | —               | —              |
| 2021  | Q3               | Clara Burel      | 1er tour (1/64)          | Madison Brengle          | 3e tour (1/16)  | Aryna Sabalenka        | 2e tour (1/32)  | Ons Jabeur     |
| 2022  | 1er tour (1/64)  | Naomi Osaka      | 2e tour (1/32)           | Diane Parry              | 1er tour (1/64) | Elise Mertens          | 2e tour (1/32)  | Alison Riske   |
| 2023  | 2e tour (1/32)   | Iga Świątek      | 2e tour (1/32)           | Elise Mertens            | 1er tour (1/64) | Elisabetta Cocciaretto | 1er tour (1/64) | Ons Jabeur     |
| 2024  | 1er tour (1/64)  | Tatjana Maria    | 2e tour (1/32)           | Ons Jabeur               | 2e tour (1/32)  | Beatriz Haddad Maia    | 1er tour (1/64) | Mirra Andreeva |
| 2025  | 2e tour (1/32)   | Ons Jabeur       | 1er tour (1/64)          | Arantxa Rus              | 1er tour (1/64) | Danielle Collins       |                 |                |

N.B. : à droite du résultat se trouve le nom de l'ultime adversaire.

### En double dames
| Année | Open d'Australie                                                                      | Open d'Australie                                                                   | Internationaux de France                                                       | Internationaux de France                                                             | Wimbledon                                                                              | Wimbledon                                                                          | US Open                                                                                 | US Open |
| ----- | ------------------------------------------------------------------------------------- | ---------------------------------------------------------------------------------- | ------------------------------------------------------------------------------ | ------------------------------------------------------------------------------------ | -------------------------------------------------------------------------------------- | ---------------------------------------------------------------------------------- | --------------------------------------------------------------------------------------- | ------- |
| 2021  | —                                                                                     | —                                                                                  | —                                                                              | —                                                                                    | —                                                                                      | —                                                                                  | 1er tour (1/32) R. van der Hoek \|\| style="text-align:left;" \| D. Kovinić R. Peterson |         |
| 2022  | 1er tour (1/32) C. Burel \|\| style="text-align:left;" \| G. Dabrowski G. Olmos       | 2e tour (1/16) I.-C.Begu \|\| style="text-align:left;" \| C. Garcia K. Mladenovic  | 2e tour (1/16) V. Golubic \|\| style="text-align:left;" \| E. Mertens Z. Shuai | 1er tour (1/32) L. Bronzetti \|\| style="text-align:left;" \| C. Dolehide S. Sanders |                                                                                        |                                                                                    |                                                                                         |         |
| 2023  | 2e tour (1/16) M. Bouzková \|\| style="text-align:left;" \| M. Kato A. Sutjiadi       | —                                                                                  | —                                                                              | —                                                                                    | —                                                                                      | 1er tour (1/32) L. Fruhvirtová \|\| style="text-align:left;" \| H. Su-wei W. Xinyu |                                                                                         |         |
| 2024  | 1er tour (1/32) Y. Putintseva \|\| style="text-align:left;" \| S. Hunter K. Siniaková | 2e tour (1/16) E. Avanesyan \|\| style="text-align:left;" \| E. Shibahara W. Xinyu | —                                                                              | —                                                                                    | 2e tour (1/16) A. Parks \|\| style="text-align:left;" \| M. Andreeva A. Pavlyuchenkova |                                                                                    |                                                                                         |         |
| 2025  | —                                                                                     | —                                                                                  | 1er tour (1/32) A. Parks \|\| style="text-align:left;" \| Wu F.-h. Jiang X.    | 2e tour (1/16) A. Parks \|\| style="text-align:left;" \| N. Melichar L. Samsonova    |                                                                                        |                                                                                    |                                                                                         |         |

N.B. : le nom de la partenaire se trouve sous le résultat ; les noms des ultimes adversaires se trouvent à droite.

### En double mixte
| Année | Open d'Australie                                                                     | Open d'Australie | Internationaux de France | Internationaux de France | Wimbledon | Wimbledon | US Open | US Open |
| ----- | ------------------------------------------------------------------------------------ | ---------------- | ------------------------ | ------------------------ | --------- | --------- | ------- | ------- |
| 2022  | 1er tour (1/32) J. S. Cabal \|\| style="text-align:left;" \| A. Rodionova M. Polmans | —                | —                        | —                        | —         | —         | —       |         |

N.B. : le nom du partenaire se trouve sous le résultat ; les noms des ultimes adversaires se trouvent à droite.

## Parcours en WTA 1000
Les tournois WTA « Premier Mandatory » et « Premier 5 » (entre 2009 et 2020) et WTA 1000 (à partir de 2021) constituent les catégories d'épreuves les plus prestigieuses, après les quatre levées du Grand Chelem. 

De 2009 à 2023, les tournois Premier Mandatory (dits tournois WTA 1000 obligatoires entre 2021 et 2023) regroupent Indian Wells, Miami, Madrid et Pékin, les autres constituant les tournois Premier 5 (tournois WTA 1000 non-obligatoires). À partir de 2024, le nombre de tournois WTA 1000 passe à 10 par saison (fin de l’alternance Doha / Dubaï), ces derniers devenant tous obligatoires et offrant tous 1000 points à la vainqueure (contre 900 points précédemment pour les tournois Premier 5).

### En simple dames
| Année |       |              |         |                              |                          |                             |                              |                              |                        |                             |  |                             |
| Doha  | Dubaï | Indian Wells | Miami   | Madrid                       | Rome                     | Canada                      | Cincinnati                   | Pékin                        |                        | Wuhan                       |  |                             |
| Doha  | Dubaï | Indian Wells | Miami   | Madrid                       | Rome                     | Canada                      | Cincinnati                   | Pékin                        | Guadalajara            |                             |  |                             |
| Doha  | Dubaï | Indian Wells | Miami   | Madrid                       | Rome                     | Canada                      | Cincinnati                   | Pékin                        |                        |                             |  |                             |
| 2021  |       | WTA 500      |         | 1er tour (1/64) A. Sasnovich |                          |                             |                              |                              |                        | Annulé                      |  | Annulé                      |
| 2022  |       |              | WTA 500 | 1er tour (1/64) A. Sasnovich |                          |                             | 2e tour (1/16) V. Azarenka   |                              |                        | Hors calendrier             |  | 2e tour (1/16) M. Bouzková  |
| 2023  |       | WTA 500      |         |                              |                          | 3e tour (1/16) A. Sabalenka | 4e tour (1/8) B. Haddad Maia |                              |                        |                             |  | 1er tour (1/32) M. Fręch    |
| 2024  |       |              |         |                              |                          |                             | 2e tour (1/32) M. Keys       |                              |                        | 2e tour (1/32) A. Anisimova |  | 1er tour (1/32) J. Cristian |
| 2025  |       |              |         | 2e tour (1/32) C. Tauson     | 1er tour (1/64) V. Mboko | 2e tour (1/32) E. Mertens   | 1er tour (1/64) V. Azarenka  | 2e tour (1/32) D. Yastremska | 2e tour (1/32) Forfait |                             |  |                             |

Sous le résultat, l’ultime adversaire.
1. 1 2   Les tournois de Doha et Dubaï alternent le statut de tournoi WTA 1000 (ex Premier 5) entre 2009 et 2023 : les trois premières éditions ont lieu à Dubaï, les trois suivantes à Doha, puis Dubaï accueille le tournoi de cette catégorie les années impaires et Dubaï les années paires. De 2011 à 2023, la ville qui n’accueille pas de WTA 1000 organise à la place un tournoi WTA 500 (ex Premier).
2. 1 2 3 4 5 6 7   L’ordre de déroulement des tournois a évolué depuis 2009 : Rome se dispute avant Madrid et Cincinnati avant Montréal/Toronto jusqu’en 2010, tandis que Tokyo (2009-2013)-Wuhan (2014-2019, 2024-)-Guadalajara (2022-2023) ont lieu avant Pékin jusqu’en 2023.
3. 1 2  Du fait de la pandémie de Covid-19, les tournois d’Indian Wells, de Miami, de Madrid, du Canada, de Wuhan et de Pékin sont annulés en 2020. Ces deux derniers le sont également en 2021. Pour des raisons d’organisation, le tournoi de Cincinnati 2020 a exceptionnellement lieu à Flushing Meadows à New York.
4. ↑  Le 1er décembre 2021, le président de la WTA, Steve Simon, annonce que tous les tournois prévus en Chine et à Hong Kong sont suspendus à partir de 2022, en raison de préoccupations concernant la sécurité et le bien-être de la joueuse de tennis chinoise Peng Shuai après ses allégations de relations sexuelles non-consenties avec Zhang Gaoli, membre de haut rang du Parti communiste chinois. Le tournoi de Pékin revient en 2023. Le tournoi de Guadalajara remplace celui de Wuhan pendant deux ans, ce dernier réapparaissant en 2024.

## Parcours aux Jeux olympiques

### En simple dames
| # | Date       | Nom de l'olympiade         | Surface             | Résultat        | Ultime adversaire | Score         |          |
| - | ---------- | -------------------------- | ------------------- | --------------- | ----------------- | ------------- | -------- |
| 1 | 24/07/2021 | Olympic Tennis Event Tokyo | Dur (ext.)          | 1er tour (1/32) | Viktorija Golubic | 1-6, 4-6      | Parcours |
| 2 | 27/07/2024 | Olympic Tennis Event Paris | Terre battue (ext.) | 1/8e de finale  | Danielle Collins  | 0-6, 6-4, 3-6 | Parcours |

## Classements WTA en fin de saison
| Année          | 2016 | 2017 | 2018 | 2019 | 2020 | 2021 | 2022 | 2023 | 2024 |
| Rang en simple | 1242 | 1026 | 723  | 184  | 186  | 55   | 82   | 79   | 63   |
| Rang en double | –    | –    | 1013 | 676  | 763  | 519  | 272  | 282  | 206  |

Source : (en) Classements de Camila Osorio sur le site officiel de la Fédération internationale de tennis

## Records et statistiques

### Victoires sur le top 10
Toutes ses victoires sur des joueuses classées dans le top 10 de la WTA lors de la rencontre.
| Légende      |
| Grand Chelem |
| WTA 1000     |
| WTA 250      |
| Fed Cup      |

| # | Rang   |  | Tournoi  | Année | Surface      |  | Adversaire      | Rang | Tour | Score         | Tableau |
| - | ------ |  | -------- | ----- | ------------ |  | --------------- | ---- | ---- | ------------- | ------- |
| 1 | no 63  |  | Tenerife | 2021  | Dur          |  | Elina Svitolina | no 6 | 1/16 | 5-7, 6-3, 6-2 | Tableau |
| 2 | no 100 |  | Rome     | 2023  | Terre battue |  | Caroline Garcia | no 4 | 1/16 | 6-4, 6-4      | Tableau |